# Caitlin Patterson
Caitlin Patterson (* 30. Januar 1990) ist eine US-amerikanische Skilangläuferin.

## Werdegang
Patterson startete im November 2006 in West Yellowstone erstmals bei der US Super Tour. Dabei belegte sie den 30. Platz über 10 km klassisch. Im Februar 2009 erreichte sie in Stowe mit zweiten Plätzen über 5 km Freistil und 10 km klassisch ihre ersten Podestplatzierungen. Bei den Nordischen Junioren-Skiweltmeisterschaften 2010 in Hinterzarten errang sie den 23. Platz im Skiathlon, den 17. Platz über 5 km klassisch und den achten Platz mit der Staffel. Im folgenden Jahr kam er bei den U23-Weltmeisterschaften in Otepää auf den 26. Platz über 10 km Freistil und den 20. Rang im Skiathlon. Nach Platz drei über 10 km Freistil bei der US Super Tour in West Yellowstone zu Beginn der Saison 2012/13, lief sie in Canmore ihr erstes Weltcuprennen, welches sie auf dem 50. Platz im 10-km-Massenstartrennen beendete. Im Februar 2013 errang sie bei der US Super Tour in Madison im Sprint und beim American Birkebeiner jeweils den dritten Platz und zum Saisonende den siebten Platz in der US Super Tour Gesamtwertung. Bei den U23-Weltmeisterschaften 2013 in Liberec kam sie auf den 38. Platz im Sprint, auf den 19. Rang im Skiathlon und auf den 14. Platz über 10 km Freistil. In der Saison 2013/14 belegte sie bei der US Super Tour zweimal den dritten und dreimal den zweiten Platz und erreichte zum Saisonende den dritten Platz in der Gesamtwertung. In der folgenden Saison kam sie bei der US Super Tour 14-mal unter die ersten Zehn, darunter Platz drei im Sprint in Bozeman und Platz zwei im 20-km-Massenstartrennen in Houghton. Im Januar 2015 holte sie im 20-km-Massenstartrennen in Craftsbury ihren ersten Sieg bei der US Super Tour und belegte zum Saisonende den vierten Rang in der Gesamtwertung. Zu Beginn der Saison 2015/16 errang sie bei der US Super Tour in Sun Valley im Sprint und über 10 km klassisch jeweils den dritten Platz. Im Januar 2016 siegte sie bei der US Super Tour und zugleich den US-amerikanischen Meisterschaften in Houghton jeweils über 10 km klassisch und im 20-km-Massenstartrennen. Zudem wurde sie Dritte im Sprint. Im selben Monat gewann in Lake Placid über 10 km klassisch und errang im Sprint den zweiten Platz. Im folgenden Monat startete sie im Weltcup. Dabei holte sie mit dem 25. Platz im 10-km-Massenstartrennen in Falun und den 29. Platz im Skiathlon in Lahti ihre ersten Weltcuppunkte. Zum Saisonende errang sie bei der US Super Tour in Craftsbury den dritten Platz im 30-km-Massenstartrennen und gewann die Gesamtwertung der US Super Tour. In der Saison 2016/17 belegte sie den 42. Platz bei der Weltcup-Minitour in Lillehammer und den 43. Rang beim Weltcup-Finale in Québec. Ihre beste Weltcupeinzelplatzierung erreichte sie im Februar 2017 in Pyeongchang mit dem vierten Platz im Skiathlon und belegte zum Saisonende den 63. Rang im Gesamtweltcup. Bei der US Supertour kam sie dreimal auf den dritten und zweimal auf den zweiten Platz und belegte damit den zweiten Platz in der Gesamtwertung. In der Saison 2017/18 erreichte sie mit fünf Podestplatzierungen, darunter drei Siege, den zweiten Platz in der Gesamtwertung der US Supertour. Bei den Olympischen Winterspielen 2018 in Pyeongchang lief sie auf den 34. Platz im Skiathlon und auf den 26. Rang im 30-km-Massenstartrennen.
Nach Platz 34 beim Lillehammer Triple zu Beginn der Saison 2018/19, wurde Patterson im Januar 2019 US-amerikanische Meisterin über 10 km klassisch und im 20-km-Massenstartrennen. Beim Saisonhöhepunkt, den Nordischen Skiweltmeisterschaften 2019 in Seefeld in Tirol, belegte sie im Skiathlon und im 30-km-Massenstartrennen jeweils den 34. Platz. Zum Saisonende errang sie beim Weltcupfinale in Québec den 46. Platz und erreichte abschließend den vierten Platz in der Gesamtwertung der US Super Tour. In der Saison 2019/20 kam sie auf den 52. Platz beim Ruka Triple und auf den 36. Rang bei der Skitour und in der Saison 2020/21 auf den 46. Platz beim Ruka Triple und auf den 34. Rang bei der Tour de Ski 2021. In der Saison 2021/22 errang sie mit vier zweiten und zwei ersten Plätzen sowie einen dritten Platz, den zweiten Gesamtrang bei der US Super Tour.

## Erfolge
Siege bei Continental-Cup-Rennen
| Nr. | Datum             | Ort         | Disziplin             | Serie         |
| --- | ----------------- | ----------- | --------------------- | ------------- |
| 1.  | 31. Januar 2015   | Craftsbury  | 20 km klassisch Mst.  | US Super Tour |
| 2.  | 3. Januar 2016    | Houghton    | 10 km klassisch 1     | US Super Tour |
| 3.  | 7. Januar 2016    | Houghton    | 20 km Freistil Mst. 1 | US Super Tour |
| 4.  | 31. Januar 2016   | Lake Placid | 10 km klassisch       | US Super Tour |
| 5.  | 10. Dezember 2017 | Vernon      | 10 km Freistil        | Nor Am Cup    |
| 6.  | 3. Januar 2018    | Anchorage   | 10 km Freistil 1      | US Super Tour |
| 7.  | 5. Januar 2018    | Anchorage   | Sprint Freistil 1     | US Super Tour |
| 8.  | 8. Januar 2018    | Anchorage   | Sprint klassisch 1    | US Super Tour |
| 9.  | 3. Januar 2019    | Craftsbury  | 10 km klassisch 1     | US Super Tour |
| 10. | 6. Januar 2019    | Craftsbury  | 20 km Freistil Mst. 1 | US Super Tour |
| 11. | 2. Januar 2022    | Midway      | Sprint Freistil 1     | US Super Tour |
| 12. | 6. Januar 2022    | Midway      | 10 km klassisch 1     | US Super Tour |

Siege bei Worldloppet-Rennen
| Nr. | Datum           | Ort     | Rennen                             | Disziplin                  |
| --- | --------------- | ------- | ---------------------------------- | -------------------------- |
| 1.  | 2. Februar 2025 | Sapporo | Sapporo International Ski Marathon | 30 km Freistil Massenstart |

## Platzierungen im Weltcup
Weltcup-Statistik
Die Tabelle zeigt die erreichten Platzierungen im Einzelnen.
- 1.–3. Platz: Anzahl der Podiumsplatzierungen
- Top 10: Anzahl der Platzierungen unter den ersten zehn
- Punkteränge: Anzahl der Platzierungen innerhalb der Punkteränge
- Starts: Anzahl gelaufener Rennen in der jeweiligen Disziplin
- Hinweis: Bei den Distanzrennen erfolgt die Einordnung gemäß FIS.

| Platzierung               | Distanzrennen a | Distanzrennen a | Distanzrennen a | Distanzrennen a | Distanzrennen a | Skiathlon Verfolgung | Sprint | Etappen- rennen b | Gesamt | Team c | Team c  |
| Platzierung               | ≤ 5 km          | ≤ 10 km         | ≤ 15 km         | ≤ 30 km         | > 30 km         | Skiathlon Verfolgung | Sprint | Etappen- rennen b | Gesamt | Sprint | Staffel |
| ------------------------- | --------------- | --------------- | --------------- | --------------- | --------------- | -------------------- | ------ | ----------------- | ------ | ------ | ------- |
| 1. Platz                  |                 |                 |                 |                 |                 |                      |        |                   |        |        |         |
| 2. Platz                  |                 |                 |                 |                 |                 |                      |        |                   |        |        |         |
| 3. Platz                  |                 |                 |                 |                 |                 |                      |        |                   |        |        |         |
| Top 10                    |                 |                 |                 |                 |                 | 1                    |        |                   | 1      | 2      | 3       |
| Punkteränge               |                 | 9               |                 | 2               |                 | 5                    | 1      |                   | 17     | 2      | 4       |
| Starts                    | 2               | 34              | 3               | 5               | 1               | 19                   | 25     | 9                 | 98     | 2      | 5       |
| Stand: Saisonende 2021/22 |                 |                 |                 |                 |                 |                      |        |                   |        |        |         |

Weltcup-Gesamtplatzierungen
| Saison  | Gesamt | Gesamt | Distanz | Distanz | Sprint | Sprint |
| Saison  | Punkte | Platz  | Punkte  | Platz   | Punkte | Platz  |
| ------- | ------ | ------ | ------- | ------- | ------ | ------ |
| 2015/16 | 8      | 95.    | 8       | 70.     | -      | -      |
| 2016/17 | 64     | 63.    | 60      | 43.     | 4      | 80.    |
| 2017/18 | 31     | 80.    | 31      | 56.     | -      | -      |
| 2018/19 | 9      | 102.   | 9       | 71.     | -      | -      |
| 2019/20 | 2      | 119.   | 2       | 85.     | -      | -      |
| 2020/21 | 32     | 66.    | 22      | 52.     | -      | -      |
| 2021/22 | 1      | 122.   | 1       | 93.     | -      | -      |